# Circo (geologia)

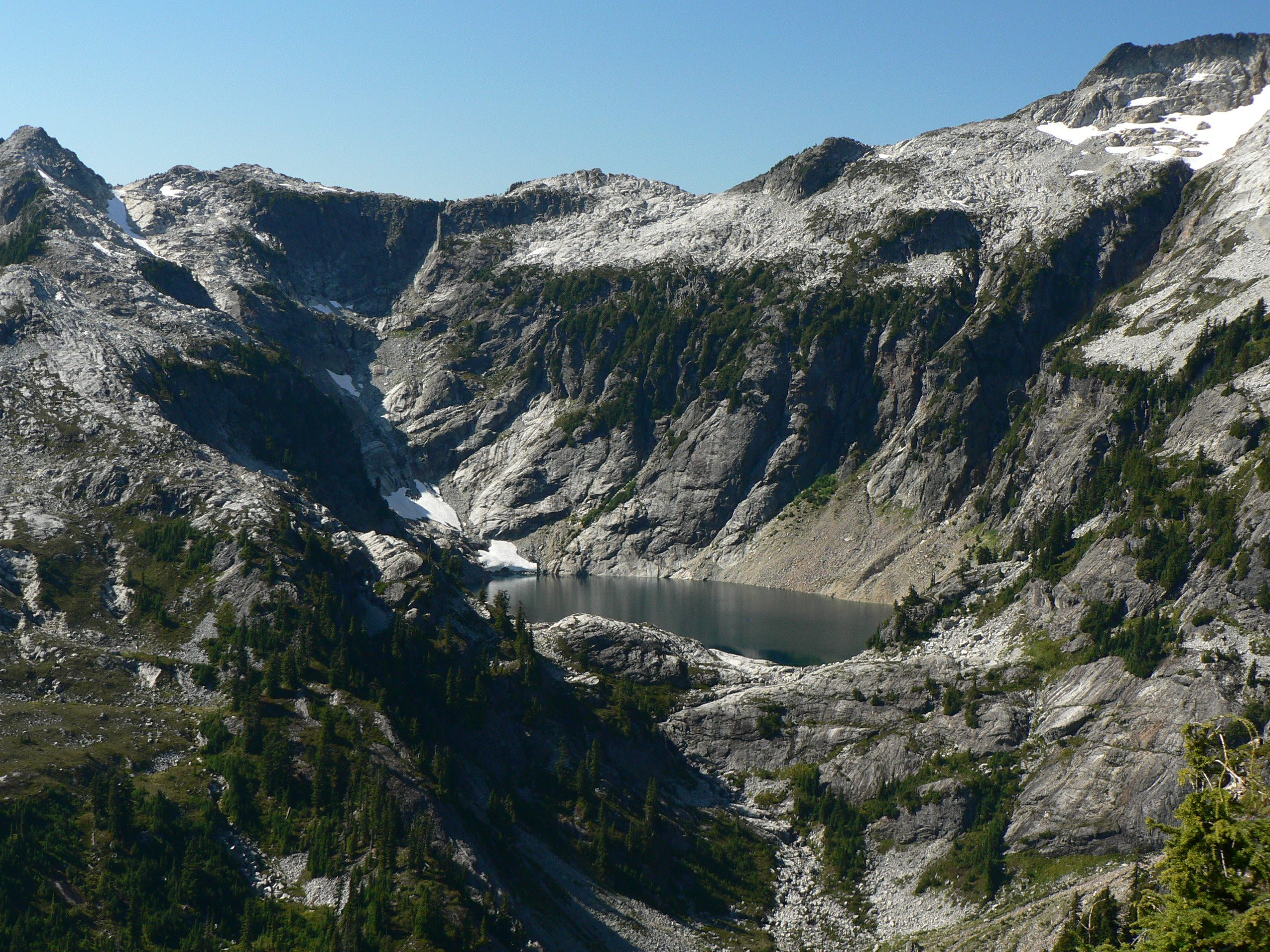
Lago do circo Thornton Superior no Parque Nacional North Cascades.

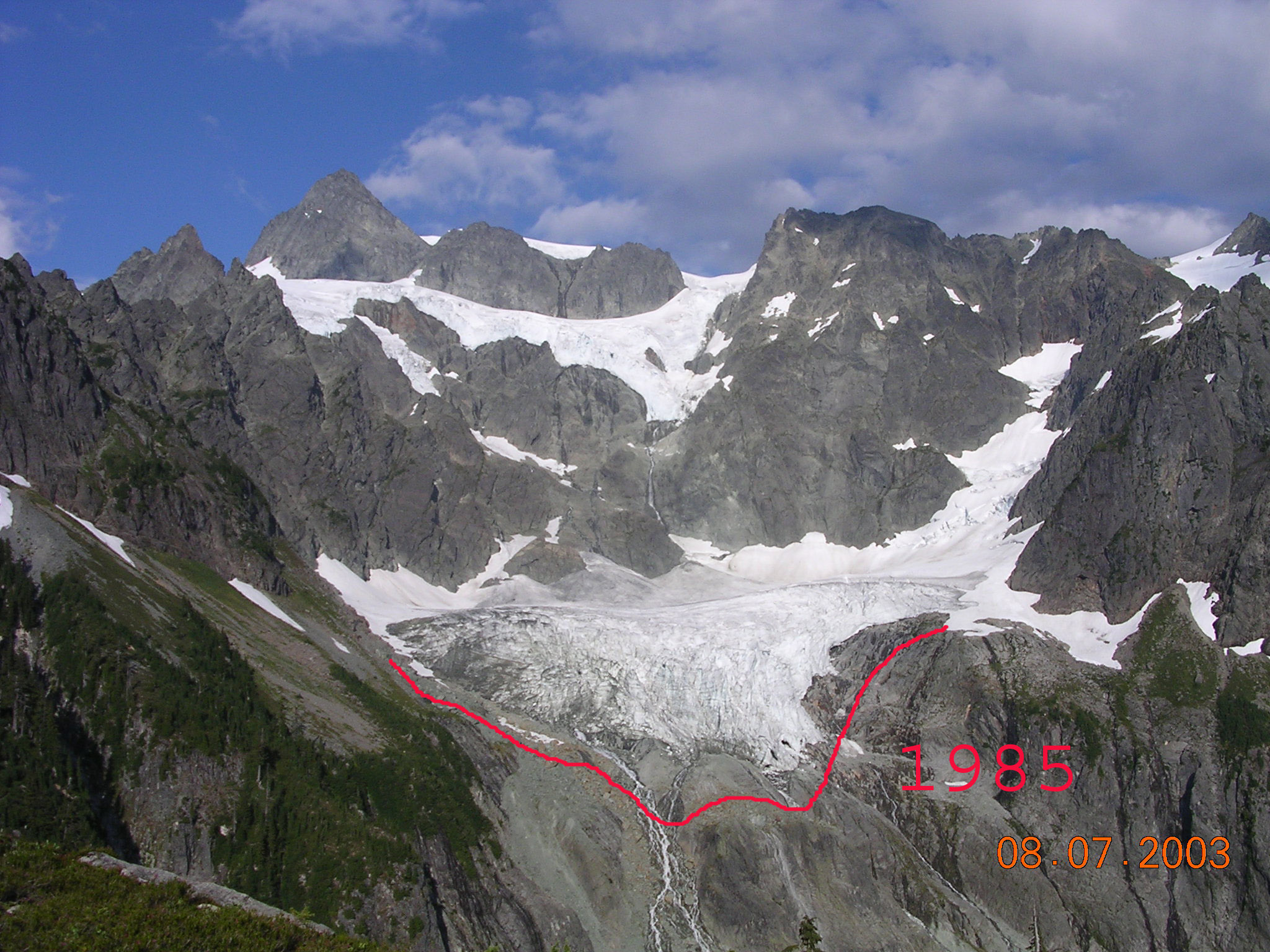
A geleira Curtis Inferior no Parque Nacional North Cascades é uma geleira de anfiteatro bem desenvolvida. Caso a geleira continue a retrair-se e a derreter, um lago poderá formar-se na base.

Circo é uma feição topográfica de depressão funda de origem glaciária, com a forma de anfiteatro com um lado cortado, junto ao topo da montanha. Contém muitas vezes um lago.